# Кю (разряд)

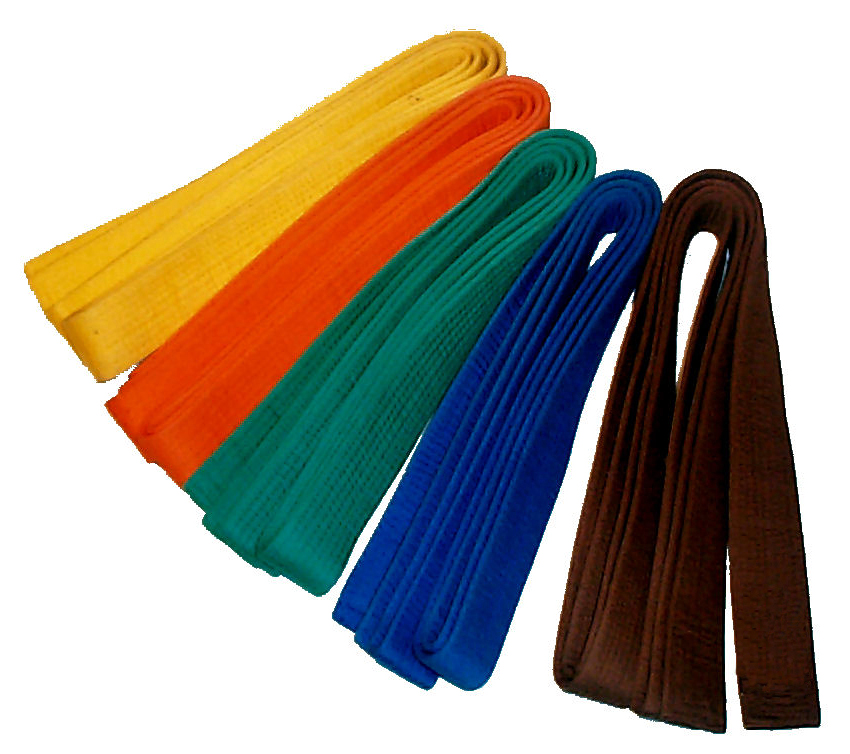
Пояса, соответствующие определённым кю

Кю  (яп. 級 кю: «степень», «ранг») — это система обозначения уровня достижений каких-либо знаний, умений. Чем ниже номер кю, тем выше уровень достижений — высшим уровнем достижений по этой классификации является 1 кю. Выше кю уже идут степени дан. Количество степеней кю отличается в разных направлениях, видах и стилях, а также школах японских и производных от них кэмпо. В айкидо часто используют шкалу от 6 до 1 кю, тогда как в карате от 10 до 1 кю (хотя может быть и 12, или 8 — в зависимости от федерации, рю-стиля или школы).
Степени кю и дан присуждаются и в японских играх го, рэндзю, сёги и маджонг. А также в любых иных областях, как, например, в тесте на знание японского языка JLPT или чайной церемонии тядо.
В го, формально, разница в 1 кю соответствует разнице в силе, уравниваемой 1 камнем форы (и так же для разницы в 2, 3, … 9 кю).
В сёги профессиональная разрядная сетка начинается с 6 кю, сетка любителей в Японии — с 10 или 15 кю (в зависимости от клуба), сетка ФЕСА — c 20 кю.
Носителей кю в Японии называют «муданся» (яп. 無段者) — «тот, у кого нет дана». Будока, достигший первой степени чёрного пояса, зовётся уже «сёданся» (яп. 初段者) — «тот, у кого есть первый дан». Имеющие дан выше первого зовутся «юданся» (яп. 有段者) — «тот, у кого есть дан».